# Albaredo per San Marco
Albaredo per San Marco ist eine italienische Gemeinde (comune) in der Provinz Sondrio in der Region Lombardei. Die Gemeinde hieß bis 1862 nur Albaredo.

## Lage und Einwohner
Die 297 Einwohner (Stand 31. Dezember 2023) zählende Gemeinde liegt 35 Kilometer südwestlich von der Provinzhauptstadt Sondrio im  Veltlin, in den Bergamasker Alpen, an der Grenze zur Provinz Bergamo. Sie erstreckt sich über die rechte Talseite des Valle del Bitto (auch Val Gerola) mitsamt Seitentälern, eine Fläche von 18,96 km². Das Dorf selbst liegt auf 950 m s.l.m. über dem Wildbach Bitto und wird vollständig von Wald eingefasst. Es liegt oberhalb von Morbegno am nördlichen Aufstieg zum Passo San Marco. Seit 2011 gehört das oberhalb des Dorfes gelegene Gebiet Serterio zur Gemeinde, das zuvor zu Morbegno gehörte. Sie liegt am Eingang zum Regionalpark Parco delle Orobie Valtellinesi.
Die Nachbargemeinden sind Averara (BG), Bema, Mezzoldo (BG), Morbegno, Talamona und Tartano.

### Bevölkerungsentwicklung

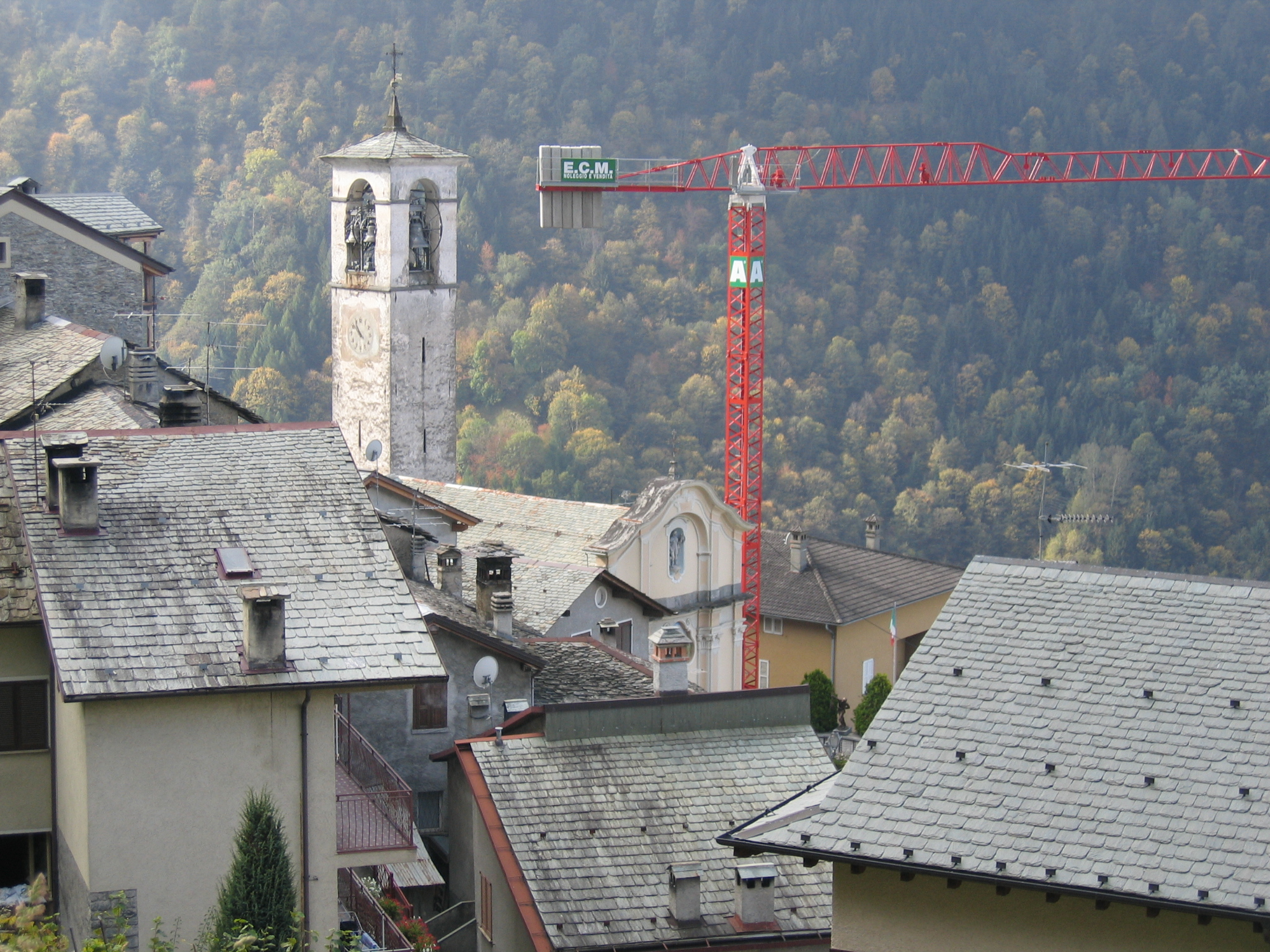
Albaredo per San Marco